# Pajaritos (Tumbes)
Pajaritos es un caserío peruano ubicado en el distrito de Canoas de Punta Sal, perteneciente a la provincia de Contralmirante Villar del departamento de Tumbes, al norte del Perú. 

## Ubicación
Pajaritos se ubica al suroeste de la provincia de Contralmirante Villar, en el distrito de Canoas de Punta Sal, en el departamento de Tumbes.

## Demografía
En 2017 Pajaritos tenía una población de 79 habitantes.
| Gráfica de evolución demográfica de Pajaritos entre 1993 y 2017 |
|                                                                 |
| Fuentes: Población 1993 y 2017                                  |